# Ariel 3

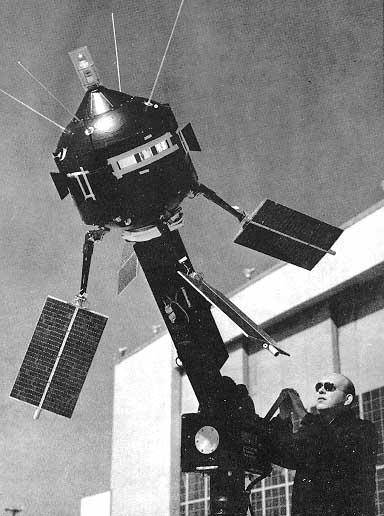
O satélite Ariel 3

O Ariel 3, também conhecido como UK-3, foi o terceiro satélite do Programa Ariel operado pelo Reino Unido.
Foi construído no Reino Unido, lançado em 5 de maio de 1967, por um foguete Scout A, a partir da Vandenberg AFB.